# Simeon Williamson
Simeon Oscar Williamson (Londra, 16 gennaio 1986) è un velocista britannico.
È nato nel borgo di Islington, Londra.

## Palmarès
| Anno | Manifestazione   | Sede     | Evento      | Risultato        | Prestazione | Note |
| ---- | ---------------- | -------- | ----------- | ---------------- | ----------- | ---- |
| 2007 | Europei under 23 | Debrecen | 100 m piani | Oro              | 10"10       |      |
| 2007 | Universiadi      | Bangkok  | 100 m piani | Oro              | 10"22       |      |
| 2009 | Mondiali         | Berlino  | 100 m piani | Quarti di finale | 10"23       |      |
| 2009 | Mondiali         | Berlino  | 4×100 m     | Bronzo           | 38"02       |      |